# Lost Transmissions
Lost Transmissions és una pel·lícula dramàtica del 2019 escrita i dirigida per Katharine O'Brien. És protagonitzada per Simon Pegg, Juno Temple i Alexandra Daddario. Es va projectar per primer cop al Festival de Cinema de Tribeca el 28 d'abril de 2019 i es va estrenar als cinemes dels Estats Units el 13 de març de 2020. S'ha doblat i subtitulat al català.

## Sinopsi
La pel·lícula se centra en la Hannah (Juno Temple), una tímida compositora de cançons, que descobreix que el seu amic, el respectat productor discogràfic Theo Ross (Simon Pegg), ha perdut la medicació per a l'esquizofrènia. La Hannah reuneix un grup d'amics per ajudar a ingressar en Theo a un hospital psiquiàtric i el persegueixen mentre supera els seus deliris a través del glamur i la força de Los Angeles.

## Repartiment
- Simon Pegg com a Theo Ross
- Juno Temple com a Hannah
- Alexandra Daddario com a Dana Lee
- Tao Okamoto com a Wendi
- Bria Vinaite com a Micah
- Jamie Harris com a Angus
- Danny Ramirez com a Jake
- Reef Karim com a Dr. Klopek
- Jonathan Ohye com a Dr. Matsumoto
- Rebecca Hazlewood com a Rachel
- Grant Harvey com a Todd
- Robert Schwartzman com a Darron
- Daisy Bishop com a Frankie
- Jacob Loeb com a Derek
- Nana Ghana com a Cheyenne